# Julius Decker

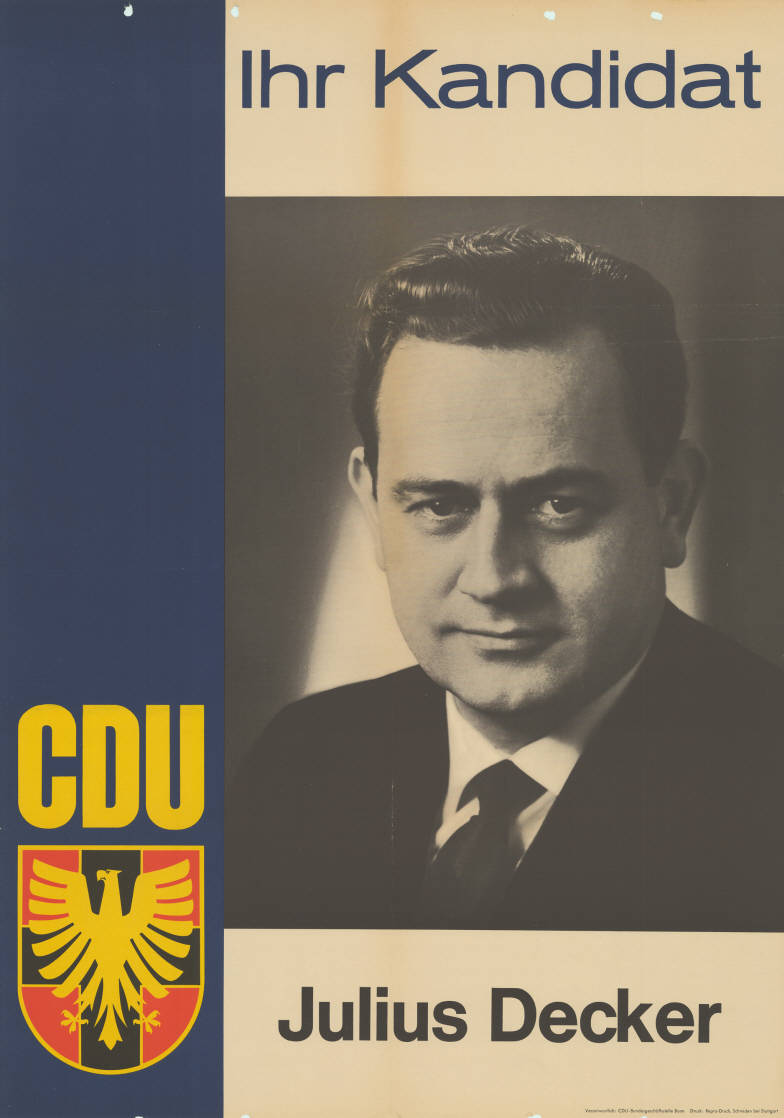
Julius Decker auf einem Wahlplakat zur Landtagswahl in Rheinland-Pfalz 1963

Julius Decker (* 5. September 1926 in Montabaur; † 8. Mai 2013 ebenda) war ein deutscher Politiker (CDU).

## Leben
Julius Decker besuchte die Volksschule, Landwirtschaftsschule und machte eine Landarbeits- und Landwirtschaftslehre. Von 1943 bis 1945 leistete er Kriegsdienst (Waffen-SS) und war bis 1946 in Kriegsgefangenschaft. Nach dem Krieg machte er eine Berufsumschulung, legte die kaufmännische Gehilfenprüfung ab und wurde kaufmännischer Angestellter. 1955 wurde er Verwaltungsangestellter, Kreisoberinspektor und Leiter der Schulabteilung beim Landratsamt Montabaur, Kreisoberamtsrat und Leiter der staatlichen Abteilung beim Landratsamt Montabaur, mit Kommunal-Diplom im Nebenamt Dozent an der Verwaltungsschule Koblenz und Prüfer an der Verwaltungshochschule Mayen.

## Politik
Von 1940 bis 1943 war er Mitglied der Hitler-Jugend. Der Säuberungsbescheid des Untersuchungsausschusses Montabaur vom 19. März 1949 wies ihn als Mitläufer aus. Der Spruch, der mit einer Geldbuße von 20 DM verbunden war, wurde am 8. August 1949 von der Spruchkammer Montabaur auf Nichtschuldiger geändert.
1949 wurde er Ortsvorsteher der Jungen Union (JU) Montabaur und 1951 Kreisvorsitzender der JU Unterwesterwald. Von 1953 bis 1963 war er Bezirksvorsitzender der JU Montabaur. Er war Vorsitzender, später Ehrenvorsitzender der JU Westerwald. Kommunalpolitisch war er seit 1952 Mitglied des Stadtrats Montabaur, Fraktionsvorsitzender und Ortsvorsitzender der CDU.
Dem Rheinland-Pfälzischen Landtag gehörte er vom 19. Oktober 1965 (als Nachrücker für August Hanz) bis zum 17. Mai 1967 an.
Daneben war er 1958 Kreisvorsitzender der Kommunalpolitischen Vereinigung der CDU und CSU Deutschlands (KPV) Unterwesterwald, Mitglied des Landesvorstands der KPV, Bezirkssenior der Kolpingfamilie im Bezirk Westerwald und Vertreter im Landesjugendring.